# Kevin Cogan
Kevin Cogan (n. 31 martie 1956, Culver City, California, SUA) este un fost pilot de curse auto american care a evoluat în Campionatul Mondial de Formula 1 între anii 1980 și 1981.